# Facultad Multidisciplinaria de Occidente (Universidad de El Salvador)
La Facultad Multidisciplinaria de Occidente de la Universidad de El Salvador es la primera y, por tanto, la más antigua de las facultades descentralizadas de la UES. Tiene su sede en la ciudad de Santa Ana. Es el principal centro de estudios superiores de la zona occidental de El Salvador. Para el año 2016 contaba con 8,913 alumnos inscritos en las diferentes carreras que se brindan en la misma.

## Historia
En el año de 1963, por iniciativa de la Sociedad de Abogados de Occidente, se solicitó al Rector de la UES, Dr. Fabio Castillo Figueroa, la fundación de un centro regional de estudios superiores en Santa Ana, la ciudad más poblada de la zona occidental de El Salvador, con el fin de atender a la numerosa población estudiantil de los departamentos de Santa Ana, Ahuachapán y Sonsonate.
El 16 de julio de 1965, el Consejo Superior Universitario de la UES, autoriza la creación del Centro Universitario de Occidente, con sede en Santa Ana. Las clases se iniciaron en mayo de 1966. Al principio solo se impartieron las áreas comunes, pero en 1971 se empezaron a impartir carreras completas.
El Centro Universitario de Occidente también sufrió la represión de la que fue víctima la generalidad de la UES, siendo clausurado y ocupado militarmente entre 1972 y 1973 y nuevamente en 1980. Tras la reapertura en 1983, hubo un período de decadencia por la coyuntura política que vivía El Salvador.
El 4 de junio de 1992, el Centro Universitario de Occidente se transforma en la Facultad Multidisciplinaria de Occidente. En 2001-2002, los edificios del campus de la UES de Santa Ana fueron ampliados por iniciativa de la rectora María Isabel Rodríguez.

## Carreras
La facultad posee estas carreras:
Pregrado
- Arquitectura
- Doctorado en Medicina
- Ingeniería Civil
- Ingeniería de Sistemas Informáticos
- Ingeniería Eléctrica
- Ingeniería Industrial
- Ingeniería Mecánica
- Ingeniería Química
- Licenciatura en Administración de Empresas
- Licenciatura en Biología
- Licenciatura en Ciencias del Lenguaje y la Literatura
- Licenciatura en Ciencias Jurídicas
- Licenciatura en Ciencias Químicas
- Licenciatura en Contaduría Pública
- Licenciatura en Educación (ciencias naturales)
- Licenciatura en Educación (ciencias sociales)
- Licenciatura en Educación (inglés)
- Licenciatura en Educación (lenguaje y literatura)
- Licenciatura en Educación (matemática)
- Licenciatura en Educación (primero y segundo ciclos)
- Licenciatura en Educación (servicio alternativo)
- Licenciatura en Estadística
- Licenciatura en Geofísica
- Licenciatura en Idioma Inglés (enseñanza)
- Licenciatura en Letras
- Licenciatura en Mercadeo Internacional
- Licenciatura en Psicología
- Licenciatura en Química y Farmacia
- Licenciatura en Sociología
- Profesorado en Ciencias Naturales (tercer ciclo y bachillerato)
- Profesorado en Ciencias Sociales (tercer ciclo y bachillerato)
- Profesorado en Educación Básica (primero y segundo ciclos)
- Profesorado en Idioma Inglés (tercer ciclo y bachillerato)
- Profesorado en Lenguaje y Literatura (primero y segundo ciclos)
- Profesorado en Matemática (tercer ciclo y bachillerato)

Posgrado
- Maestría en Profesionalización de la Docencia Superior
- Maestría en Administración Financiera
- Maestría en Métodos y Técnicas de Investigación Social